# 이토 조이치
이토 조이치(일본어: 伊藤 穰一, Joi Ito, 1966년 6월 19일~)는 일본의 기업가이자 벤처 캐피털리스트이다. 지바 공업대학의 총장이다. 부탄의 게레푸 마음챙김 도시 이사회에 참여하고 있으며, 게레푸 투자 개발 공사(GIDC)의 회장이기도 하다. 전 MIT 미디어 랩 소장, MIT 미디어 아트 및 과학 실무 교수, 하버드 법학대학원 객원 교수였다.
이토는 인터넷 및 기술 회사에 중점을 둔 기업가로서의 역할로 인정받았으며, 특히 PSINet Japan, Digital Garage, 인포시크 재팬 등을 설립했다. 이토는 Neoteny Labs의 일반 파트너이며, 전 크리에이티브 커먼즈(CEO 역임), 전자 프라이버시 정보 센터(EPIC), 국제 인터넷 주소 관리 기구(ICANN), 존 S. 및 제임스 L. 나이트 재단, 뉴욕 타임스 컴퍼니, 존 D. 및 캐서린 T. 맥아더 재단, 모질라 재단, 오픈 소스 이니셔티브, 소니 코퍼레이션 이사회 멤버였다. 그리고 커먼 크롤 자문 위원회 멤버이다. 이토는 와이어드 (잡지)의 Ideas 섹션에 월간 칼럼을 기고했다.
제프리 엡스타인과의 개인적, 직업적 재정 관계가 폭로된 후, 이토는 2019년 9월 7일 MIT, 하버드, 존 D. 및 캐서린 T. 맥아더 재단, 나이트 재단, 퓨어테크 헬스(PureTech Health), 뉴욕 타임스 컴퍼니에서의 직위를 사임했다.

## 어린 시절과 교육

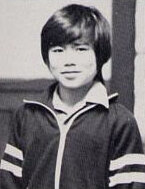
이토, c.1981년경

이토는 일본 교토시에서 태어났다. 그가 세 살쯤 되었을 때 가족은 캐나다를 거쳐 미국 미시간주 디트로이트 교외로 이주했는데, 그곳에서 그의 아버지는 연구 과학자가 되었고 그의 어머니는 에너지 컨버전 디바이시스(Energy Conversion Devices, Inc., 현재의 오보닉스)의 비서가 되었다. 어머니 회사 설립자인 스탠포드 R. 오프신스키는 어린 이토에게 깊은 인상을 받아 그를 거의 아들처럼 생각했다. 오프신스키는 이토의 기술과 사회 운동에 대한 관심을 멘토링했고, 이토가 13세 때 과학자들과 함께 일하게 해주며 "그는 일반적인 의미의 아이가 아니었다"라고 말했다.
이토와 그의 누이 미즈코 이토, 일명 미미는 일본에서 할머니와 함께 여름을 보냈으며, 할머니는 그들에게 일본 전통문화를 가르쳤다. 14세 때 어머니가 Energy Conversion Devices Japan 사장으로 승진하면서 일본으로 돌아왔다. 니시마치 국제학교와 고등학교 때 도쿄도의 재팬 아메리칸 스쿨에서 공부했다. 이 시기에 이토는 "거리 언어, 거리의 지혜, 컴퓨터"도 배웠다. 1985년 일본의 네트워크 규제 완화가 이루어지기 전 모뎀을 사용하던 소수의 일본인 중 한 명이었던 이토는 십대 시절 더 소스와 오리지널 MUD를 발견했다(그리고 26세에는 자신의 다중 사용자 던전 작업을 하고 있었다).
이토는 컴퓨터 과학을 전공하기 위해 터프츠 대학교에 다니기 위해 미국으로 돌아갔고, 그곳에서 나중에 이베이의 창업자가 된 피에르 오미디아 등을 만났다. 자신의 수업이 너무 경직되어 있고 학교에서 컴퓨터 과학을 배우는 것이 "어리석다"고 여겨, 터프츠를 중퇴하고 오보닉스에서 잠시 일했다. 오프신스키는 그에게 학교로 돌아가도록 격려했다. 이토는 시카고 대학교에서 물리학을 전공했지만, 그 프로그램이 물리학에 대한 직관적인 이해를 가르치기보다는 실용적인 엔지니어를 양성하는 데 지나치게 집중되어 있어 나중에 중퇴했다. 1985년 가을, 이토는 Connected Education, Inc.가 사회연구 뉴 스쿨 학부 학점으로 제공하는 선구적인 온라인 강좌 프로그램에 등록한 첫 번째 학생이 되었다. 이토는 일본어 에세이에 따르면 히토쓰바시 대학에도 다녔다.
이토는 2018년 게이오기주쿠 대학 미디어 거버넌스 대학원에서 논문 "변화의 실제"로 박사 학위를 받았다.
이토는 티모시 리어리의 대자 중 한 명이다. 리어리는 몇몇 친구의 자녀들을 위해 이러한 친밀하고 비전통적인 가족 관계를 맺었다고 알려져 있다. 이토의 누이 미즈코 이토는 미디어 기술 사용을 연구하는 문화인류학자이며, 음악가 오야마다 케이고는 그의 육촌이다. 이토는 현재 아내 이토 미즈카(쿠로가네 출신)와 함께 케임브리지 (매사추세츠주)에 거주하고 있다.

## 경력
이토는 시카고의 나이트클럽(예: 더 라임라이트 및 스마트 바)에서 디스크 자키로 일했으며, Metasystems Design Group과 협력하여 도쿄에 가상 공동체를 시작했다. 나중에 이토는 메트로 시카고/스마트 바의 조 샤나한의 도움을 받아 롯폰기에 XY Relax라는 나이트클럽을 운영했다. 시카고의 인더스트리얼 음악(왁스 트랙스)과 나중에는 레이브 신을 가져오는 데 기여했으며, DJ 팀과 비주얼 아티스트를 관리하고 Anarchic Adjustment를 일본에 수입하기도 했다.

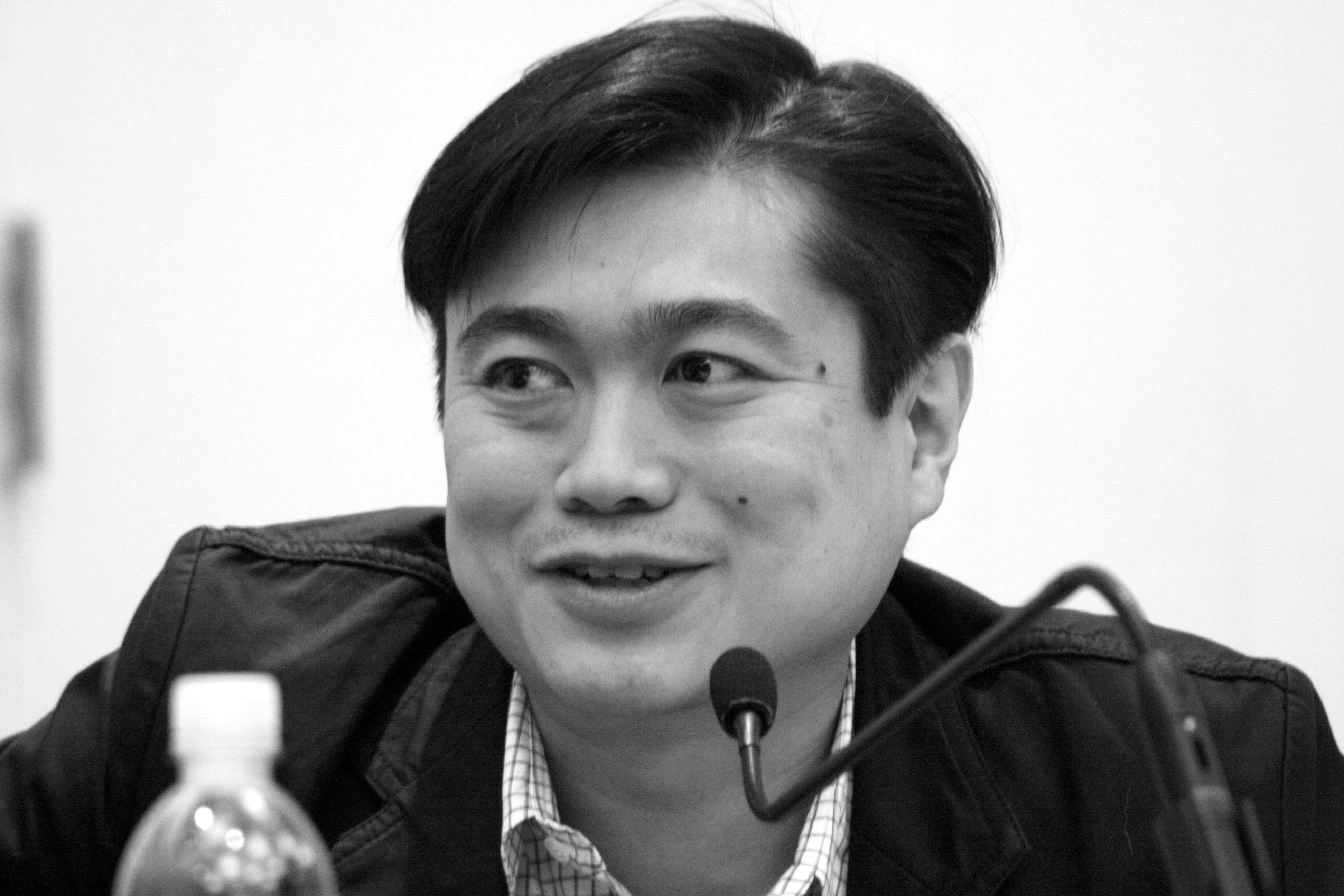
2008년 크리에이티브 커먼즈 패널 토론에서의 이토

이토는 2006년 12월부터 2012년까지 크리에이티브 커먼즈의 회장이었다. 디지털 개러지(Digital Garage), CCC(Culture Convenience Club), Tucows, 및 EPIC(Electronic Privacy Information Center)의 이사회 멤버이며, 크리에이티브 커먼즈 및 WITNESS의 자문 위원회 멤버이다. 벤처 캐피털 회사인 Neoteny Co., Ltd.의 창립자이자 최고경영자이다. 2004년 10월, 2004년 12월부터 3년 임기의 ICANN 이사회에 임명되었다. 2005년 8월, 2016년 4월까지 모질라 재단 이사회에 합류했다. 2005년 3월부터 2007년 4월까지 오픈 소스 이니셔티브 (OSI) 이사회 멤버였다. Expression College for Digital Arts 및 Zero One Art and Technology Network의 창립 이사회 멤버였다. 1999년, 영화 The Indian Runner에서 미스터 마운트(총괄 프로듀서)의 부사장을 맡았다. 이토는 또한 1995년부터 2000년까지 에너지 전환 기기 이사회 멤버였다.
이토는 벤처 캐피털리스트이자 엔젤 투자자이며, 킥스타터, 트위터, Six Apart, 테크노라티, 플리커, 위키아, SocialText, Dopplr, Last.fm, Rupture, Kongregate, Fotopedia, Diffbot, Formlabs, 3Dsolve 및 기타 인터넷 회사에 초기 투자했다. 발현 민주주의와 공유경제의 열렬한 옹호자인 이토는 히토쓰바시 대학 국제기업전략 연구과에서 공유경제를 중심으로 경영학 박사 과정을 밟고 있다. 《발현 민주주의》의 저자이다. 이토는 게이오 SFC 연구소의 선임 방문 연구원이다. 2011년 5월, 이토의 회사인 Digital Garage가 링크드인 재팬에 홍보, 마케팅, 제품 마케팅 연구 및 시장 조사를 제공할 것이라고 발표되었다.
이토는 프로페셔널 어소시에이션 오브 다이빙 인스트럭터스 IDC 스태프 강사, 응급 구조원 강사 트레이너, Divers Alert Network (DAN) 강사 트레이너이다.
2011년 인터뷰에서 일본이 "의미 있는" 존재로 계속 남으려면 국제적인 시각을 가져야 한다고 말했다.

### 저널리즘
이토는 아시안 월 스트리트 저널과 뉴욕 타임스에 논평을 기고했으며 다른 여러 잡지와 신문에 기사를 발표했다. 더 데일리 요미우리, 맥 월드 재팬, 아사히 파소콘, 아사히 도어즈 등 여러 언론 매체에 정기 칼럼을 썼다. 그의 사진은 뉴욕 타임스 온라인, 비즈니스위크, 아메리칸 헤리티지, Wired News, 포브스, 및 BBC 뉴스에 사용되었다. 와이어드와 Mondo 2000의 초기 편집진에 있었다. 무라카미 류와 함께 《Dialog – Ryu Murakami X Joichi Ito》를 포함한 여러 권의 책을 저술 및 공동 저술했으며, 크리스토퍼 애덤스와 함께 《Freesouls: Captured and Released》를 썼는데, 이 책은 이토의 사진과 자유 문화 운동의 여러 저명한 인물들의 에세이를 담고 있다. 일본방송협회의 더 뉴 브리드(The New Breed)와 심TV(SimTV) 쇼를 진행했다.
그는 현재 일본방송협회에서 매주 방영되는 "슈퍼 프레젠테이션"이라는 TV 쇼의 진행자이다.

### 표창 및 영예
이토는 1997년 타임 (잡지)에서 "사이버 엘리트"의 일원으로 선정되었다. 또한 2000년 비즈니스위크에 의해 "기업가 및 거래 중개인" 부문에서 "아시아의 50대 스타" 중 한 명으로 선정되었고, IT 발전에 기여한 공로로 일본 총무성에서 표창을 받았다. 2001년 세계 경제 포럼에 의해 "미래를 위한 글로벌 리더" 중 한 명으로 선정되었고, 2005년 뉴스위크에 의해 "패거리의 리더(첨단 기술 산업)"의 일원으로 선정되었으며, 2007년 10월호 및 2011년 배너티 페어 (잡지)에 의해 "넥스트 이스태블리시먼트"의 일원으로 선정되었다. 이토는 2008년 비즈니스위크에 의해 웹에서 가장 영향력 있는 25인 중 한 명으로 선정되었다.
2011년 7월 22일, 옥스퍼드 인터넷 연구소로부터 인터넷 자유의 세계적인 선도 옹호자로서의 역할로 평생 공로상을 수상했다. 2011년, 이선 주커만과 함께 포린 폴리시 잡지에 의해 세계 최고의 사상가 목록에 올랐으며, "사용자가 자신의 데이터를 제어하는" 것이 최고의 아이디어라고 말했다. 이토는 2013년 뉴 스쿨에서 명예 문학박사 학위를 받았다. 2014년 3월 11일, 이토는 SXSW 인터랙티브 페스티벌 명예의 전당에 헌액되었다. 2014년 3월 21일 TED2014에서 TED 연사였다. 2014년, 이토는 미국 성취 아카데미로부터 골든 플레이트 상을 수상했다. 2015년 5월 17일 이토는 터프츠 대학교로부터 명예 인문학 박사 학위를 받았다. 이토는 2017년 4월 미국 예술 과학 아카데미에 선출되었다. 2017년 5월 11일 이토는 IRI 메달을 수상했다.

### MIT 미디어 랩 (2011–2019)
2011년 4월, 이토는 MIT 미디어 랩의 소장으로 임명되었고, 2011년 9월 1일부터 이 역할을 수행하기 시작했다. 이토는 두 대학에서 공부했지만 학위를 마치지 않았기 때문에 그의 임명은 "이례적인 선택"으로 불렸다. 칼리트2의 소장 래리 스마르는 "이 선택은 급진적이지만 훌륭하다"고 말했다. 미디어 랩의 공동 설립자이자 명예 회장인 니콜라스 네그로폰테는 이 선택이 미디어를 "조이의 세계"로 가져오는 것이라고 설명했다. 《아시안 사이언티스트 매거진》과의 인터뷰에서 이토는 MIT 미디어 랩에 대한 자신의 비전을 논하고, "교육"이라는 단어보다 "학습"이라는 단어를 더 좋아한다고 말했다. 2016년 MIT 미디어 아트 및 과학 실무 교수로 임명되었다.
2023년 현재 이토는 "확장 지능 위원회"의 일원이며, 이 위원회는 2018년 MIT 미디어 랩과 전기전자공학자협회 (IEEE)가 시작한 인공 지능의 윤리 및 거버넌스에 중점을 둔 이니셔티브이다.
2021년 8월, 이토는 일본 디지털청의 최고 행정 책임자인 디지털 감사관으로 임명되었다. 그러나 많은 사람들이 제프리 엡스타인과의 관계 때문에 그의 임명에 대해 우려를 제기했다. 9월, 디지털청이 설립된 후, 이토는 전문가 패널인 디지털 사회 이니셔티브 위원회의 위원 중 한 명으로 임명되었다.

### MIT 퇴사 (2019)
2019년, 유죄 판결을 받은 성범죄자 제프리 엡스타인과의 이토의 관계가 밝혀지면서 엡스타인이 미디어 랩과 MIT 외부의 이토의 스타트업에 제공한 금전적 기부의 규모가 드러났다. 이토는 처음에는 사과문을 작성했지만 사임을 거부했고, 이로 인해 이선 주커만을 포함한 여러 저명한 미디어 랩 구성원들이 떠났다. MIT 시민 미디어 센터 소장이자 미디어 랩 방문 학자인 J. 네이선 마티아스도 포함된다. 이토의 사임 요구는 8월 말에 로런스 레시그, 히로시 이시이, 스튜어트 브랜드, 니콜라스 네그로폰테, 조너선 지트레인, 조지 M. 처치 등 100명 이상의 사람들이 서명한 이토 지지 웹사이트(wesupportjoi.org)와 편지로 이어졌다. 그러나 추가적인 세부 사항이 드러난 후 웹사이트는 폐쇄되었다. 이토는 나중에 엡스타인으로부터 연구실 자금으로 $525,000를 받았고, 엡스타인이 이토의 개인 투자 펀드에 틀:Dollarsign120만 달러를 투자하는 것을 허용했다고 시인했다.

#### 추가 폭로 및 유출된 이메일
2019년 9월 6일, 로넌 패로의 더 뉴요커 기사는 이토가 이끄는 연구실이 "엡스타인과 인정된 것보다 더 깊은 자금 조달 관계"를 가지고 있었고, 연구실이 그와의 접촉 정도를 숨기려 했다고 주장했다. 엡스타인, 이토 및 다른 사람들 간의 유출된 이메일을 기반으로 한 이 기사는 "이토와 다른 연구실 직원들이 엡스타인의 이름이 그가 기부하거나 요청한 기부금과 연관되지 않도록 수많은 조치를 취했으며", 이토가 엡스타인에게 개별 기부를 직접 요청했다고 주장했다. 이 기사는 또한 엡스타인이 "연구실과 다른 부유한 기부자들 사이의 중개자 역할을 한 것으로 보이며, 개인 및 조직으로부터 수백만 달러의 기부금을 요청했고", "엡스타인이 연구실에 최소 750만 달러의 기부금을 확보한 것으로 인정된다"고 주장했다. 이토는 뉴욕 타임스에 보낸 이메일에서 더 뉴요커 보고서가 "사실 오류로 가득 차 있다"고 말했다. 하버드 법학대학원 교수 로런스 레시그에 따르면, 제프리 엡스타인 기부금의 익명성은 엡스타인의 명성을 "세탁"하는 것을 피하기 위한 것이었으며, 이토와 엡스타인 간의 관계를 숨기기 위한 것이 아니었다.
MIT 총장은 "미디어 랩의 개인들과 제프리 엡스타인 간의 관계에 대한 매우 심각하고 매우 우려스러운 주장"에 대해 "즉각적이고 철저하며 독립적인" 조사를 요청했다.

#### 사임
2019년 9월, 이토는 더 뉴요커 기사 발표 직후 미디어 랩 소장직과 MIT 교수직을 사임했다. 또한 하버드 대학교의 객원 교수직도 사임했다. 이와 더불어 9월 7일 논란 속에서 여러 다른 직위도 포기했다.
- 이토는 존 D. 및 캐서린 T. 맥아더 재단 이사회에서 물러났다.[93] 맥아더 재단은 "이토의 행동에 대한 최근 더 뉴요커의 보도가 사실이라면, 이는 맥아더의 가치와 부합하지 않을 것이다. 가장 중요한 것은 제프리 엡스타인의 학대를 견뎌낸 소녀들과 여성들에게 깊은 위로의 마음을 전한다"고 썼다.[94]
- 엡스타인 폭로 이후 뉴욕 타임스 컴퍼니 이사회에서 사임했다.[95] 뉴욕 타임스는 "우리의 뉴스룸은 엡스타인 씨에 대한 공격적인 보도를 계속할 것이며, 그를 오랫동안 가능하게 한 개인과 더 넓은 권력 시스템을 모두 조사할 것"이라고 말했다.[96][97]
- 이토는 존 S. 및 제임스 L. 나이트 재단의 이사회 이사직을 사임했으며, 재단은 "제프리 엡스타인의 범죄는 계속해서 메아리치고 있으며, 가장 고통스러운 것은 그의 희생자였던 소녀들과 여성들입니다. 우리는 그들에게 깊은 위로를 전합니다"라고 썼다.[15]
- 퓨어테크 헬스(PureTech Health)의 회장직을 사임했다. 회사는 "MIT 미디어 랩과 관련된 상황을 고려할 때, 조이의 퓨어테크 사임이 적절하다는 데 동의했다"고 말했다.[16]

#### MIT 조사 결과
2020년 1월 10일, MIT는 제프리 엡스타인과의 관계에 대한 사실 조사 결과를 발표했다.
조사는 굿윈 프록터 LLP에 의해 수행되었으며, 파트너들은 "엡스타인의 기부금과 엡스타인의 MIT와의 다른 상호 작용에 대한 조사를 수행"하도록 고용되었다.
MIT 보고서는 "MIT에 대한 기부금은 MIT 중앙 행정부가 아닌 전 미디어 랩 소장 조이 이토 또는 기계 공학 및 물리학 교수인 세스 로이드에 의해 이루어졌다"고 밝혔다. 그러나 보고서는 또한 MIT 고위 팀의 특정 구성원들이 "엡스타인의 이토 및 미디어 랩 지원 기부금을 알고 있었고 승인했다"고 명시한다. 또한 보고서는 "특정 언론 보도와 달리, 엡스타인이나 그의 재단은 MIT 기부자 시스템에서 '자격 박탈'로 코딩된 적이 없다. 또한 '자격 박탈'이라는 코드는 개인이나 단체가 '블랙리스트'에 올랐거나 기관에 기부하는 것이 금지되었다는 의미가 아니다. 오히려 '자격 박탈'이라는 용어는 이전에 MIT에 기부했지만 현재 휴면 상태이거나 더 이상 MIT에 기부할 의사가 없는 기부자를 위한 데이터베이스 코드이다."
보고서의 요약은 "당시 MIT에 논란이 되는 기부자를 처리하는 정책이나 절차가 없었으므로, 엡스타인의 유죄 판결 후 기부금을 수락하기로 한 결정은 정책 위반으로 판단할 수 없다. 그러나 이 결정이 MIT 커뮤니티에 심각한 피해를 초래한 집단적이고 중대한 판단 오류의 결과임은 분명하다"는 결론으로 끝난다.

### 지바 공업대학 급진적 변혁 센터 (2021–)
2021년 12월, 이토는 지바 공업대학 급진적 변혁 센터(CRT)의 소장으로 임명되었다. 또한 CIT 이사회 이사이기도 하다.

### 지바 공업대학
2023년 6월, 이토는 지바 공업대학의 제14대 총장으로 임명되었다. 총장으로서의 첫 공개 행사는 미일 연구 협력 주간이었다. 2023년 9월, 총장 메시지에서 지바 공업대학의 미래에 대한 비전을 제시했다.
2025년 5월, 이토는 지바 공업대학 총장으로서 사회 공헌을 기리기 위해 지그메 케사르 남기엘 왕축, 로렌 파월 잡스, 리드 호프만에게 명예 박사 학위를 수여했다.
이토의 리더십 아래 지바 대학은 디자인 및 과학 학부를 신설했다. 이는 대학의 첫 영어 프로그램으로, 히로 (스푸트니코) 오자키, 카타리나 마라케, 조 오스터윌, 오카 미즈키, 이라 윈더, 코지마 히로키, 김다움 등 7명의 교수진으로 시작한다.

## 같이 보기
- 미국 디트로이트 광역권의 일본인 역사
- 자유 문화